# Laurent Stehlin
Laurent Stehlin, né le 9 mars 1967, est un joueur professionnel suisse de hockey sur glace.

## Palmarès
- Champion de  Suisse de  LNB en 1995 avec le SC Rapperswil-Jona
- Champion de Suisse de LNB en 1997 avec le HC La Chaux-de-Fonds
- Promotion en LNA en 1995 avec le SC Rapperswil-Jona
- Promotion en LNA en 1997 avec le HC La Chaux-de-Fonds